# IC 2454
IC 2454 је спирална галаксија у сазвјежђу Рак која се налази на листи објеката дубоког неба у Индекс каталогу.
Деклинација објекта је + 17° 49' 17" а ректасцензија 9h 16m 1,7s. Привидна величина (магнитуда) објекта IC 2454 износи 13,7 а фотографска магнитуда 14,6. IC 2454 је још познат и под ознакама UGC 4886, MCG 3-24-19, CGCG 91-38, NPM1G +18.0226, IRAS 09132+1801, PGC 26139.